# 76e régiment de marche
Pour les articles homonymes, voir 76e régiment.
Le 76e régiment d'infanterie de marche (ou 76e régiment de marche) est un régiment d'infanterie français, créé pendant la guerre franco-allemande de 1870-1871 puis engagé dans les opérations de la campagne de 1871 à l'intérieur.

## Création et différentes dénominations
- 2 octobre 1870 : formation du 2e bataillon d'infanterie de marche
- 15 octobre 1870 : formation du 5e bataillon d'infanterie de marche
- 5 janvier 1871 : formation du 76e régiment d'infanterie de marche, par fusion des deux bataillons de marche
- 6 septembre 1871 : fusion dans le 76e régiment d'infanterie de ligne

## Chef de corps
Le régiment est commandé par le lieutenant-colonel Rousset, ancien commandant du 2e bataillon de marche, de janvier à août 1871,.

## Historique

### Formation
Le régiment est formé le 5 janvier 1871 au Havre, à deux bataillons,,. Il amalgame deux bataillons de marche :
- le 2e bataillon de marche, formé à Rouen le 2 octobre 1870[6] d'un détachement de 600 hommes (et trois officiers) du 41e de ligne[7], de deux détachements d'au total 660 hommes (et cinq officiers) du 93e de ligne[8] et des 5e et 6e compagnies du IVe bataillon du 94e de ligne (429 hommes et quatre officiers)[9] ;
- le 5e bataillon de marche, formé le 15 octobre au Havre[5],[10] d'un détachement de 400 hommes (et un officier) du 19e de ligne[11],[12] et de la 5e compagnie du IVe bataillon du 62e de ligne (390 hommes et cinq officiers)[13].

Le nouveau régiment est renforcé d'un détachement du 97e régiment d'infanterie de ligne, parti de son dépôt le 21 décembre 1870.

### Opérations des2eet5ebataillonsde marche avant la formation du76erégiment
Le 2e bataillon de marche combat à la victoire d'Étrépagny le 29 novembre (six tués et vingt-sept blessés).
Le 5e bataillon de marche fait partie du corps d'armée de Rouen,. Il quitte Le Havre le 27 octobre et combat les Allemands au succès de Formerie le 28 octobre (trois tués et seize blessés), à la déroute de Buchy le 3 décembre (quelques blessés et prisonniers) et au succès de Bolleville le 30 décembre (un tué).

### Combats contre la Commune
Le 76e régiment de marche est au Havre lorsqu'il reçoit début mars l'ordre d'aller rejoindre la division Susbielle de l'armée de Paris, armée rassemblée face aux troubles révolutionnaires consécutifs au siège de Paris. Le 19 mars, après l'éclatement de la Commune de Paris, la division Susbielle devient partie intégrante de la nouvelle armée de Versailles. À partir du 6 avril, le régiment fait partie de la 2e division Susbielle du 2e corps de la 2e armée de Versailles. Le régiment participe à la Semaine sanglante.

### Fusion
Rattaché après la fin de la Commune au 2e corps de l'armée versaillaise,, le 76e de marche fusionne avec le 76e régiment d'infanterie de ligne le 6 septembre 1871.